# کرکبی
کرکبی (به انگلیسی: Kirkby) یک شهرک در بریتانیا است که در نوزلی واقع شده‌است. کرکبی ۴۰٬۴۷۲ نفر جمعیت دارد.